# Shrouk El-Attar
Shrouk El-Attar (en árabe: شروق العطار‎, 1992-) es una ingeniera de diseño electrónico que nació en Egipto y vive en el Reino Unido como refugiada desde 2007. Es activista por los derechos de los refugiados en el Reino Unido y por los derechos LGBT en su Egipto natal.
El-Attar actúa como bailarina del vientre en un espectáculo llamado "Dancing Queer", para recaudar fondos para los honorarios para la defensa legal de las personas LGBT en Egipto y para ayudar con la reubicación de aquellos que son perseguidos por su género o sexualidad.
El-Attar fue una de las mujeres elegidas por la BBC en 2018 como una de las 100 mujeres más influyentes del mundo, y fue seleccionada por la Institución de Ingeniería y Tecnología como Ingeniera Joven del Año 2021.

## Trayectoria y estatus de refugiada
Shrouk El-Attar creció en Alejandría, Egipto. Se dio cuenta de su atracción sexual por las mujeres a una edad temprana, pero la gente de su entorno más cercano, como los profesores, la desanimaban, diciéndole que la homosexualidad era un "pecado terrible".
El-Attar llegó al Reino Unido en 2007, a la edad de 15 años, junto con su madre y sus hermanos. Sin embargo, su solicitud de asilo fue rechazada y fueron deportados durante una redada en la casa familiar mientras ella se encontraba en la casa de una amiga. Finalmente, a El-Attar se le concedió asilo debido a su condición de miembro del colectivo LGBT. Ella describe el proceso por el que pasó como difícil e incluso humillante: "Tuve que presentar pruebas sobre mis relaciones sexuales. No es lo mejor, tener que llamar a tus ex y pedirles que escriban sobre la vez que tuvieron relaciones sexuales contigo. Y, ya sabes, hay que proporcionar muchos detalles. Creo que muchos refugiados LGBT+ han tenido experiencias similares, de sentirse realmente humillados y deshumanizados". El-Attar considera que tuvo suerte porque ya había estado viviendo en el Reino Unido durante un tiempo antes de pasar por el proceso, pero que otros refugiados que podrían estar escapando de la muerte o el encarcelamiento no necesariamente tendrían la misma posibilidad de acceso a correspondencia. y comunicación para poder cumplir con este tipo de requisito.
El-Attar se identifica como Queer, un término paraguas que abarca multitud de minorías sexuales y de género. Ha expresado su convicción de que no estaría viva si intentara vivir su vida en Egipto de la misma manera que lo hace en el Reino Unido, refiriéndose al matrimonio forzado y otros tipos de violencia perpetrados contra las personas LGBT en su tierra natal.

## Activismo
En 2018, El-Attar se unió a otros defensores de los derechos de los refugiados para dirigirse al Parlamento Británico y contar sus experiencias. Una de las principales cuestiones que El-Attar prioriza para los refugiados es el acceso a la educación.
En Egipto, durante su adolescencia, El-Attar iba dos años por delante de sus compañeros de clase y habría comenzado la universidad a los 16 años. Pero su llegada a Gran Bretaña cambió todo eso. Aunque en 2018 El-Attar finalmente hizo una maestría en ingeniería en la Universidad de Cardiff, durante los años que estuvo solicitando asilo se le negó la oportunidad de estudiar en la universidad, conforme a la política universitaria nacional, que trataba a los solicitantes de asilo como estudiantes internacionales, con tasas mucho más altas y al mismo tiempo prohibiéndoles trabajar. Esta barrera la excluyó a ella y excluye a otros de los futuros estudiantes más vulnerables. Y ello a pesar de haber sido aceptada en todas las universidades a las que se postuló.
Mientras esperaba su oportunidad de estudiar, El-Attar se unió al grupo activista STAR - Student Action for Refugees, e hizo campaña para que los solicitantes de asilo fueran tratados como estudiantes británicos dentro del sistema educativo. En la actualidad hay más de 60 universidades en el Reino Unido que aceptan solicitantes de asilo como estudiantes domésticos. Ella forma parte del consejo directivo de la organización benéfica STAR - Student Action for Refugees, con más de 30.000 voluntarios en todo el Reino Unido.
En marzo de 2018, Shrouk recibió el premio Young Woman of the Year 2018 (Mujer Joven del Año) de la agencia de las Naciones Unidas para los refugiados, ACNUR, por su trabajo en favor de los derechos de los refugiados en el Reino Unido.

### Dancing Queer
El-Attar describe la libertad que encontró siendo queer como una experiencia liberadora y que le cambió la vida. Pero no todo fue bueno: dos años después de llegar al Reino Unido, a los 17, su familia descubrió su identidad queer y rompieron relaciones con ella. Aunque se vio obligada a abandonar su hogar a una edad temprana y a pasar por un proceso de asilo separado e invasivo, El-Attar reconoce su situación de privilegio en comparación con sus "hermanos LGBTQ+" en Egipto, y estaba decidida a continuar y luchar también por sus derechos.
Comenzó a bailar en eventos políticos y probono como la bailarina de danza del vientre "Dancing Queer", una persona drag con barba que encarna sus convicciones políticas sobre el vello corporal, los estándares de belleza, la expresión de género, la sexualidad y más. Recauda dinero para los honorarios legales y los gastos de reubicación de homosexuales egipcios perseguidos y trabaja para crear conciencia sobre su difícil situación.
Su discurso más reciente de los tres que ha hecho ante el parlamento, así como su reconocimiento por parte de ACNUR y su inclusión en la lista BBC 100, tuvieron lugar inmediatamente después de una importante represión contra las personas LGBT en Egipto. Aunque la homosexualidad no es expresamente ilegal en Egipto, el enfoque social y gubernamental sobre la homosexualidad son extremadamente negativos. A finales de 2017, durante el concierto arcoíris de la banda de rock libanesaMashrou' Leila, algunos miembros del público fueron arrestados por desplegar una bandera arcoíris en apoyo de los derechos LGBT. Un hombre fue condenado a seis años de cárcel por "practicar libertinaje" cuando regresaba a casa después del concierto. Tras este incidente, el Consejo Supremo para la Regulación de los Medios de Egipto decidió prohibir 'toda forma de promoción o simpatía hacia la comunidad LGBT en los medios de comunicación, por considerarla una 'enfermedad vergonzosa'. A menos que una persona LGBTQ+ vaya a "mostrar arrepentimiento y remordimiento por su sexualidad", no debe ser retratada de manera positiva. Además, Egipto ha estado considerando una nueva ley para prohibir la homosexualidad, lo que probablemente agravará la situación para los egipcios LGBTQ.
El-Attar ha llevado su actuación por todo el Reino Unido, así como a otros países como Francia, Países Bajos o Japón.

## Carrera de ingeniería y divulgaciónSTEM
El-Attar es ingeniera de diseño electrónico. Hizo su licenciatura y una maestría en ingeniería en la Universidad de Cardiff. Ha trabajado como ingeniera de diseño de sistemas en Cardiff, profesora asistente de ingeniería, intérprete, guía de museo y actriz de teatro y radio, en producciones como Stori, A telling, en el Welsh Millennium Centre, Nothing is Out of Place en Radio Cardiff y Praxis Makes Perfect (Teatro interactivo) en el Teatro Nacional de Gales.
Ella atribuye su interés en la Ingeniería Electrónica a uno de sus primeros recuerdos al darse cuenta de que las personas que aparecían en la televisión no eran humanos de tamaño pequeño que vivían dentro de ella; haciéndola pensar que la electrónica era una forma de magia. Trabaja en Renishaw y diseña circuitos electrónicos para codificadores que pueden proporcionar mediciones en nanómetros y para máquinas de medición por coordenadas (MMC) robóticas industriales.
Anteriormente trabajó también con cirujanos ópticos y realizó prácticas de ingeniería en el fabricante de microprocesadores Intel y en Fujitsu en Kawasaki, Japón, donde presentó un trabajo sobre su papel en el desarrollo de productos de comunicación de red óptica en idioma japonés. Posteriormente se convirtió en mentora de la industria de ingeniería electrónica en la Universidad de Cardiff, donde estudió.
Para su investigación de maestría en Resonancia Paramagnética Electrónica (EPR), creó nuevos métodos utilizando microondas para identificar material orgánico basado en el espín cuántico de los electrones, identificando entre otras cosas algunos cánceres. Durante su licenciatura, Shrouk habló en la BBC sobre el desarrollo de sistemas hidropónicos de I de las cosas para la nueva empresa galesa Phytoponics. Después de graduarse, la Universidad de Cardiff la eligió entre más de 100.000 exalumnos para hacer una publicación sobre ella.
El-Attar comenta que, cuando era adolescente, no poder estudiar ingeniería en la universidad por ser solicitante de asilo afectó gravemente a su salud mental y que, a pesar de ello, se convirtió en embajadora STEM en 2011. Su actividad de divulgación STEM más reciente es enseñar matemáticas a niños refugiados.

## Premios y reconocimientos
- Institución de Ingeniería y Tecnología local PATW 2015
- Premio Da Vinci a la Innovación en Ingeniería 2016[13]
- 100 mujeres de la BBC, 2018.[9]
- ACNUR Mujer Joven del Año 2018.[7]
- Institución de Ingeniería y Tecnología entre las 6 mejores ingenieras jóvenes del Reino Unido en 2019.[10]
- Young woman Engineer of the Year Awards, (Premios a la joven ingeniera del año): ganadora del premio WES 2020.[14]
- En 2021, El-Attar ganó el Premio de la Sociedad de Mujeres Ingenieras (WES) de la Institución de Ingeniería y Tecnología. El premio WES se concede a "ingenieras comprometidas con inspirar a la próxima generación de pioneras STEM diversas y apasionadas...".[4]